# 228
228是一個在227和229之間的自然數。

## 數學性質
- 合數，正因數有1、2、3、4、6、12、19、38、57、76、114和228。
質因數分解為{\displaystyle 2^{2}\times 3\times 19}。
- 第54個過剩數，真因數和為332，盈度為104。前一個為224、下一個為234。
  - 第55個半完全數，和為本身的其中一組因數為1、 2、 4、 12、 38、 57、 114。前一個為224、下一個為234。
- 不尋常數，大於平方根的質因數為19。
- 第70個十进制的哈沙德數。前一個為225、下一個為230。
- 十进制的奢侈數。
- 六個連續質數的總和：{\displaystyle 29+31+37+41+43+47=228}
- 十個連續質數的總和：{\displaystyle 7+11+13+17+19+23+29+31+37+41=228}

## 其他領域
- 228年，3世纪的一年份
- 二二八事件，台湾历史事件
- 寓·弍捌，香港深水埗區的私人住宅
- 228国道，中国公路